# Can Peixauet (metropolitana di Barcellona)
Can Peixauet è una stazione della Linea 9 Nord della metropolitana di Barcellona. È situata nel territorio del comune di Santa Coloma de Gramenet e serve i quartieri di Safareigs, Santa Rosa e Riu Sud. La stazione è situata a 31,1 metri di profondità ed è di tipo "a pozzo", con due accessi all'incrocio tra Carrer de Banús Baix e l'Avinguda Santa Coloma.
La previsione di apertura iniziale era fissata per l'anno 2004, in seguito posticipata al 2008 ma per i ritardi accumulati nella realizzazione dei lavori l'inaugurazione effettiva avvenne il 13 dicembre 2009 come parte della prima tratta di 3,9 km della nuova linea

## Accessi
- Avinguda de Santa Coloma

## Galleria d'immagini

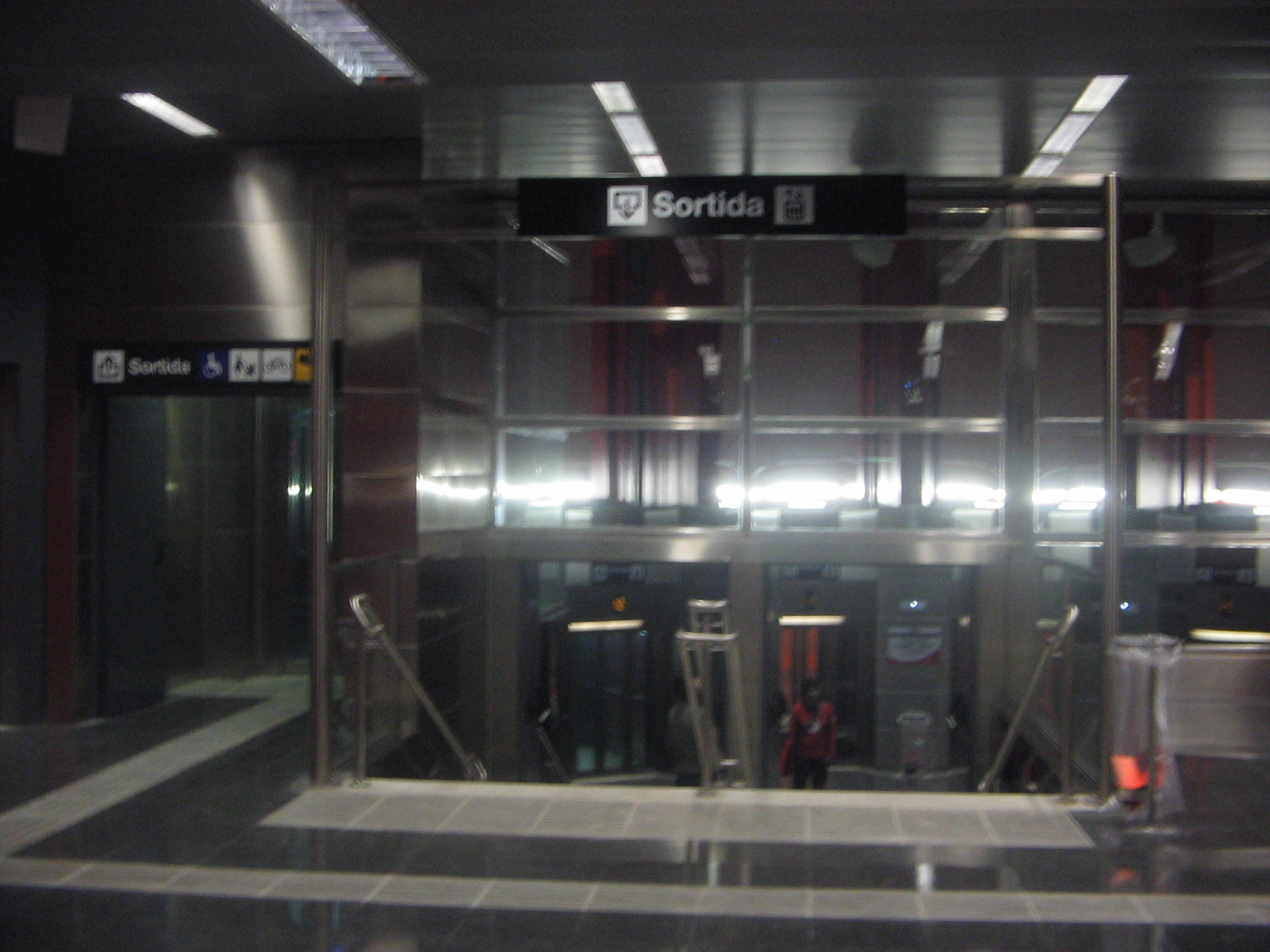
L'accesso alla stazione
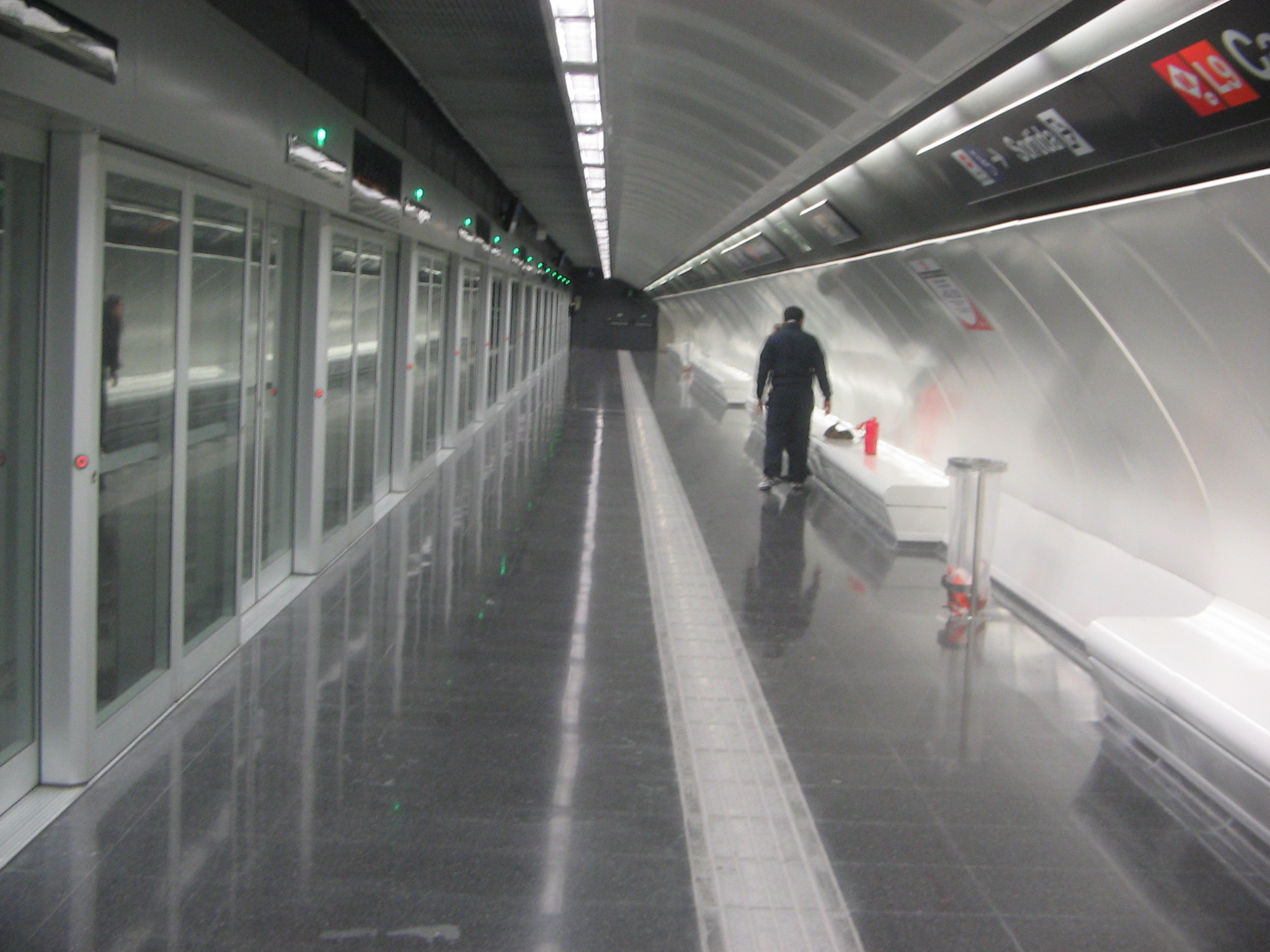
Marciapiede